# Hradiště (okres Benešov)
Obec Hradiště se nachází v okrese Benešov, kraj Středočeský, 4 km jihozápadně od Vlašimi. Žije zde 31 obyvatel, čímž se Hradiště řadí mezi obce s nejnižším počtem obyvatel v Česku.

## Historie
První písemná zmínka o obci pochází z roku 1289.

### Územněsprávní začlenění
Dějiny územněsprávního začleňování zahrnují období od roku 1850 do současnosti. V chronologickém přehledu je uvedena územně administrativní příslušnost obce v roce, kdy ke změně došlo:
- 1850 země česká, kraj České Budějovice, politický okres Benešov, soudní okres Vlašim[4]
- 1855 země česká, kraj Tábor, soudní okres Vlašim
- 1868 země česká, politický okres Benešov, soudní okres Vlašim
- 1937 země česká, politický i soudní okres Vlašim[5]
- 1939 země česká, Oberlandrat Německý Brod, politický i soudní okres Vlašim[6]
- 1942 země česká, Oberlandrat Praha, politický okres Benešov, soudní okres Vlašim[7]
- 1945 země česká, správní i soudní okres Vlašim[8]
- 1949 Pražský kraj, okres Vlašim[9]
- 1960 Středočeský kraj, okres Benešov
- 2003 Středočeský kraj, okres Benešov, obec s rozšířenou působností Vlašim

## Památky
- Areál Hradiště s kostelem Nejsvětější Trojice[10]

## Doprava
Dopravní síť
- Pozemní komunikace – Do obce vede silnice III. třídy.

- Železnice – Železniční trať ani stanice na území obce nejsou.

Veřejná doprava 2012
- Autobusová doprava – Do obce vedly autobusové linky Vlašim-Votice (v pracovních dnech 2 spoje) a Vlašim-Postupice-Popovice (v pracovních dnech 2 spoje) (dopravce ČSAD Benešov, a. s.). O víkendu byla obec bez dopravní obsluhy.

## Galerie

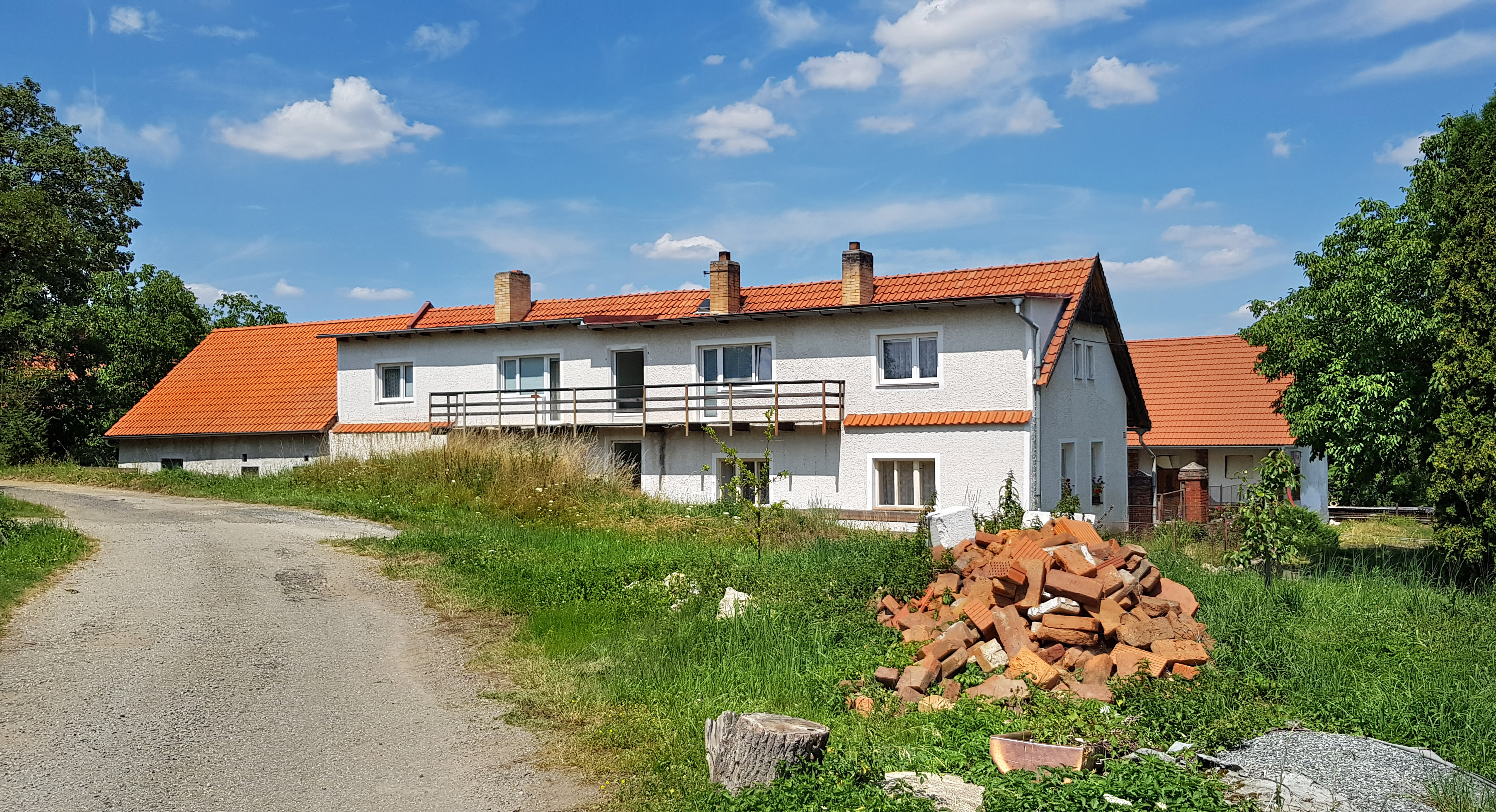
Dům č. 21
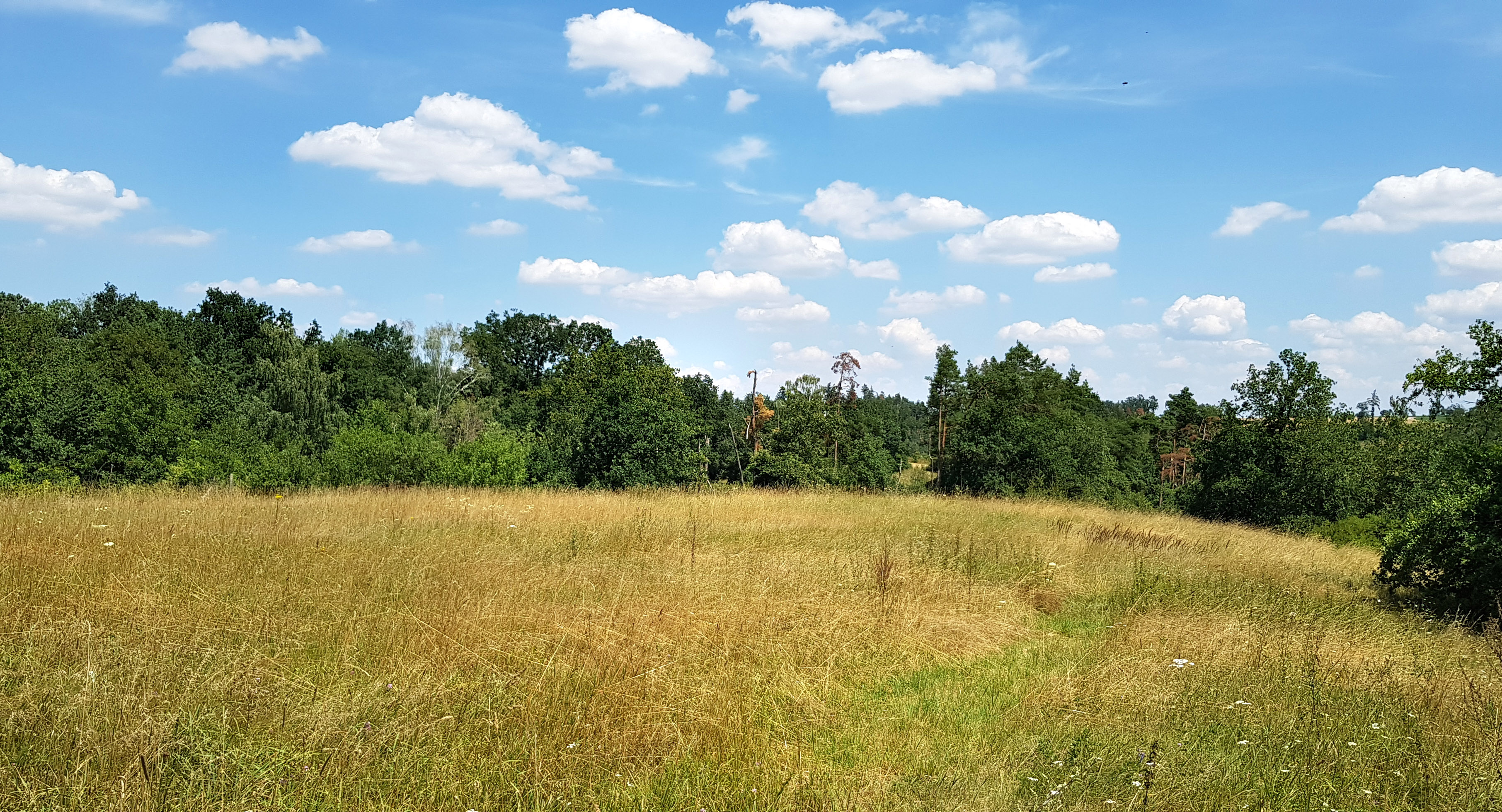
Místo, kde stávalo slovanské hradiště
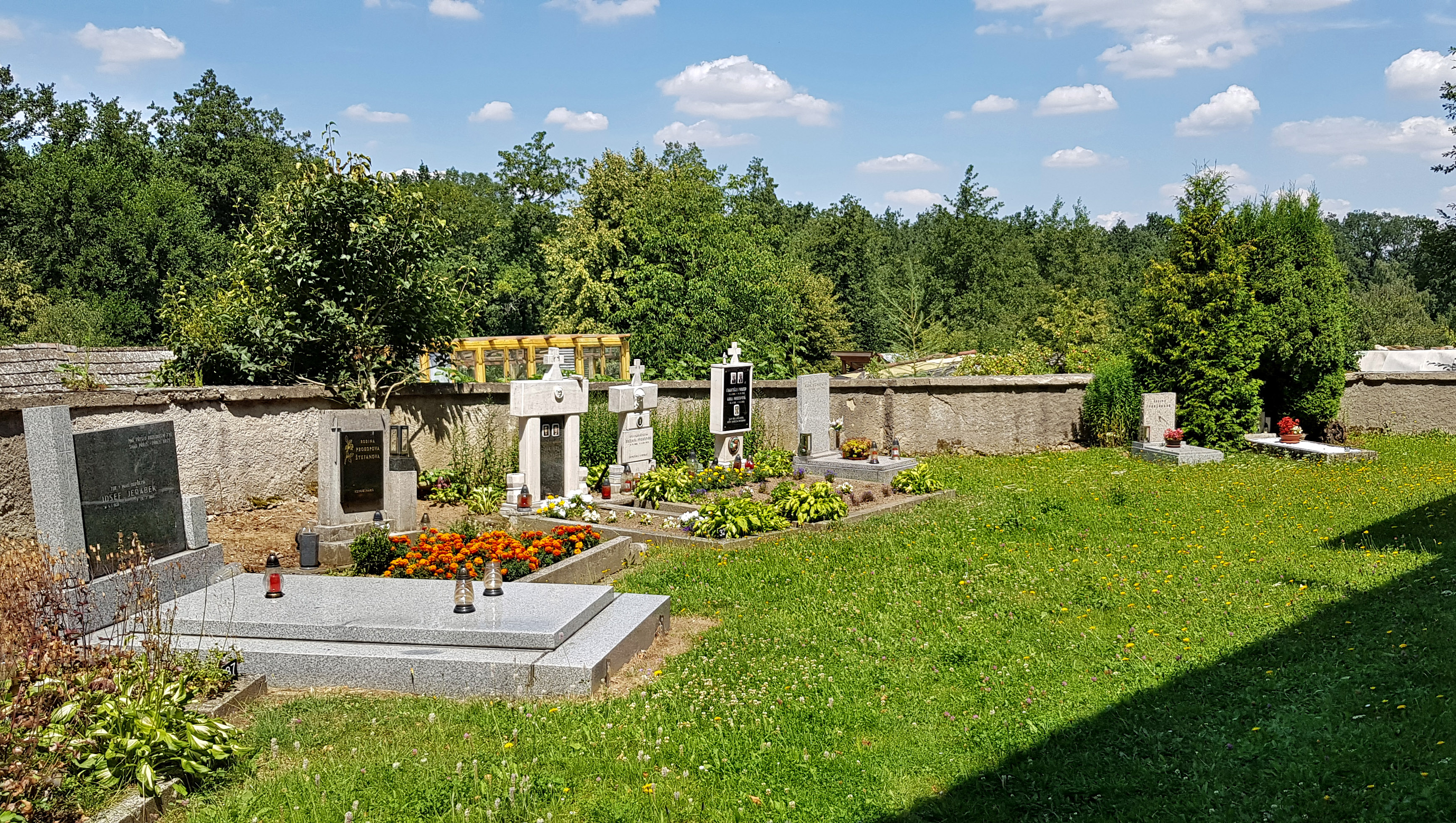
Hřbitov u kostela
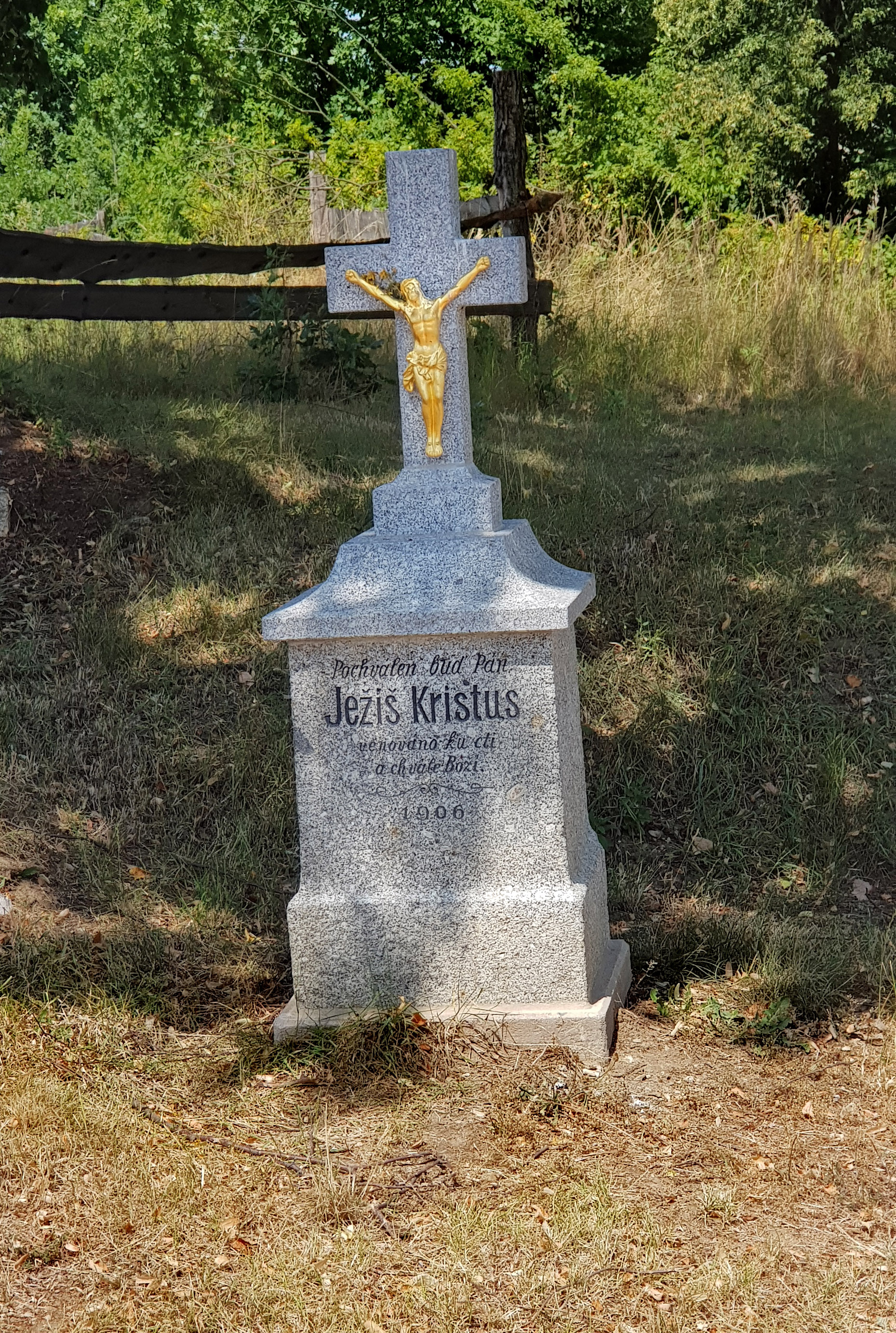
Křížek pod stromy